# ホルン協奏曲 (リヒャルト・シュトラウス)
リヒャルト・シュトラウスは、独奏ホルンと管弦楽のためにホルン協奏曲を2曲残している。

## 概要
リヒャルト・シュトラウスの父フランツ・シュトラウスはホルン奏者であった。その影響もあり、若い頃から、ホルンを用いた作品をいくつか作曲していた。12歳の1876年には、声楽・ホルン・ピアノのための『アルプホルン』（AV29）、1878年にはホルンとピアノのための『前奏曲、主題と変奏』（AV52）を作曲した。その後1888年にはホルンとピアノのための『アンダンテ』（AV86A）を作曲した（これはホルン・ソナタを意図して書かれたものと言われる）。その他、交響詩などの管弦楽曲でも、ホルンの見せ場を含む作品が多い。その彼が作曲したホルン協奏曲は2曲あり、作曲年代が大きく離れている。

## 第1番
作曲者による原題は『ヴァルトホルンと管弦楽のための協奏曲変ホ長調』（Konzert für Waldhorn und Orchester Es-Dur ）である。作品番号は11。1882年から1883年にかけて作曲された。当時作曲者は18歳であった。
シュトラウスの作品としては保守的な作品であり、交響詩などに着手する以前の時期のものである。モーツァルト、メンデルスゾーン、シューマンからの影響を指摘する研究者は多い。父フランツが作曲したホルン協奏曲ハ短調（作品8）が下敷きになっているとの見方もあり、相似点も指摘される。
独奏ホルンとしてはE♭管のナチュラルホルンでの演奏を意図して書かれたという見解もあるが、ナチュラルホルンのストップ奏法で演奏の難しい音が全曲を通して多数使われていることから、近代的なバルブホルンを想定して作曲されたという見解が有力である。また独奏ホルンの譜面もin E♭ではなく、バルブホルンの記譜法として一般的なin Fで書かれている。この曲がナチュラルホルンの独奏で演奏される実例はほとんどない。
古今のホルン協奏曲の中でも、モーツァルトに次いで演奏頻度の高い曲の一つである。
後述のとおり、60年後に「第2協奏曲」が作曲されたため、この曲は「協奏曲第1番」と通称されるようになり、CDや演奏会では「第1番」と呼ばれることが多い。ただし出版されている楽譜での曲名は、一部の再版楽譜を除いて現在でも原題通りである。

### 初演・献呈
元々、父フランツのために作曲された作品だったが、高齢の父はこの曲を公開の場では演奏しなかった。まず1883年にピアノ伴奏の形で初演が行われた。ホルン独奏は父フランツの弟子ブルーノ・ホイヤー、ピアノはシュトラウス自身である。管弦楽伴奏の形での初演は1885年3月4日、マイニンゲンの宮廷劇場で、ハンス・フォン・ビューロー指揮の宮廷劇場管弦楽団とその首席ホルン奏者グスタフ・ラインホスの独奏によって行われた。
手書きのピアノ伴奏譜は父フランツ・シュトラウスに献呈されたが、最終的にはオスカー・フランツに献呈された。現在出版されている楽譜には後者の献呈字句が印刷されている。
なお日本への紹介は、1934年（昭和9年）9月30日、新交響楽団第291回定期演奏会に於いて、ワルター・シュレーター（東京音楽学校で最初の管楽器教員）の独奏、近衞秀麿の指揮で行われた。

### 出版
現在、ピアノ伴奏の楽譜はウニヴェルザール出版社から、管弦楽スコアはフィルハーモニア社から出版されている。両者の間では一部相違がある。顕著な相違点として、終楽章最後Tempo Iから33～35小節目の独奏パートの音符が違っていること、ピアノ伴奏譜では独奏パートに膨大量のブレスマークが記されていることが挙げられる（ブレスマークは、父の喘息を気遣って記されたとの説がある）。他にもアーティキュレーションが随所で相違しており、管弦楽スコアの方が自筆譜に忠実であると指摘されている。
なお、残された自筆譜にはカット・修正の跡がある他、どちらの出版譜も自筆譜に忠実でない部分が依然残されており、出版譜とは違う校訂の可能性が残されている。実際、出版譜とは違った校訂によって演奏しているCDも存在する。

### 楽器編成
独奏ホルン、フルート2、オーボエ2、クラリネット2、ファゴット2、ホルン2、トランペット2、ティンパニ、弦五部。

### 演奏時間
出版されている管弦楽スコアには「約19分」と記されている。いくつかの演奏実例を元に、約15 - 17分と紹介されることもある。

### 楽章構成
三つの楽章が切れ目無く演奏される。
- 第1楽章　アレグロ　変ホ長調　4分の4拍子　自由なロンド形式
- 第2楽章　アンダンテ　変イ短調→ホ長調→変イ短調　8分の3拍子　三部形式
- 第3楽章　ロンド　アレグロ　変ホ長調　8分の6拍子

## 第2番
ホルンと管弦楽のための第2協奏曲変ホ長調（Zweites Konzert Es-Dur für Horn und Orchester ）は、前作から約60年を経た1942年の作品である。作品番号はなく、ミュラー・フォン・アゾフによる整理番号はAV132。シュトラウスは晩年に、管楽器を独奏楽器としたモーツァルト回帰的な協奏曲を3曲手掛けた。この作品とオーボエ協奏曲ニ長調（1945年）、二重小協奏曲（クラリネットとファゴット、1947年）である。
初演は1943年8月11日。ザルツブルク音楽祭で、カール・ベーム指揮のウィーン・フィルハーモニー管弦楽団とその首席ホルン奏者であるゴットフリート・フォン・フライベルク(de)のホルン独奏によって行われた（このライブ録音も発売されている）。ブージー&ホークス社より出版されている。

### 楽器編成
独奏ホルン、フルート2、オーボエ2、クラリネット2、ファゴット2、ホルン2、トランペット2、ティンパニ(第3楽章のみ)、弦五部。

### 演奏時間
約20分。

### 楽章構成
第1・第2楽章は切れ目無く演奏される。
- 第1楽章　アレグロ　変ホ長調　4分の4拍子
- 第2楽章　アンダンテ・コン・モート　変イ長調　8分の6拍子
- 第3楽章　ロンド　アレグロ・モルト　変ホ長調　8分の6拍子

## 参考資料
- 日本ホルン協会会報第43号（第1番の自筆譜に関する情報）
- フィルハーモニア版スコア「KONZERT FÜR WALDHORN UND ORCHESTER Es-Dur, op.11」、およびその解説（ドイツ語・英語・フランス語の併記。日本語なし。）
- ユニバーサルエディション「Hornkonzert op.11 für Horn und Klavier」（ピアノ譜、独奏ホルン譜）
- 作曲家別名曲解説ライブラリー9　R.シュトラウス（音楽之友社）